# 'Ndrina Giampà
La 'ndrina Giampà è una cosca malavitosa o 'ndrina del quartiere Nicastro di Lamezia Terme, nelle zone di Via del Progresso, Via Marconi, Via Aldo Moro, il quartiere Razionale, Contrada Scinà, il quartiere Bella e altre zone limitrofe, come la zona industriale di Marcellinara, Pianopoli e Feroleto Antico. Il capo-società, ovvero il boss della 'ndrina, è Francesco Giampà, alias "Il professore", attualmente in carcere a scontare l'ergastolo.
Le loro attività vanno dal traffico di droga: cocaina e marijuana e traffico di armi.

## Storia

### Anni ottanta e novanta
La 'ndrina Giampà, la cosca più potente di Lamezia Terme, si afferma sul finire degli anni Ottanta, inizio anni Novanta, quando Francesco Giampà, Il professore, conduce una faida contro la 'ndrina capeggiata da Pasquale Giampà, detto "Tranganiello". Con l'omicidio di Pasquale Giampà del settembre 1992 finisce la faida, che vede vincitore "Il professore", nonché un conseguente mutamento della geografia criminale lametina. Francesco Giampà diviene difatti capo del nascente locale criminale Cerra-Torcasio-Giampà, egemone all'epoca su tutta la zona di Nicastro.

### Anni 2000 - Faida di Lamezia Terme
A partire dal 2002, a seguito della sentenza del processo Primi passi i locali di 'ndrangheta dei Cerra-Torcasio-Gualtieri e quello dei Giampà, che un tempo costituivano un'unica organizzazione criminale, a seguito di una grave scissione interna diventano protagonisti di una cruenta guerra di mafia. La faida di Lamezia Terme, che si è conclusa nel 2011, ha prodotto decine e decine di omicidi e vari tentati omicidi.
Nel 2015 con l'operazione Andromeda viene fatta luce sulla pace tra gli Iannazzo-Giampà ed i Torcasio-Gualtieri avvenuta anche grazie alla mediazione di clan del reggino.
- Il 23 gennaio 2008 viene arrestato dalla polizia di Lamezia Terme Battista Cosentino per detenzione abusiva di armi, presunto affiliato ai Giampà[8].
- Il 4 novembre 2008 ha luogo a Lamezia Terme l'arresto di Pasquale e Francesco Giampà da parte della squadra mobile di Catanzaro. Sono accusati di tentata estorsione ad un imprenditore.[9]

### Anni 2010
- A luglio 2012 si conclude l'operazione Minerva che porta all'arresto di diverse persone coinvolte nella faida tra i Cerra-Torcasio-Gualtieri e Giampà-Iannazzo, la quale risultò vincente[10].
- Il 29 maggio 2013, durante l'operazione Piana vengono arrestati 4 imprenditori che si presume siano legati ai Giampà e sequestrati beni del valore di 25 milioni di euro[11].
- Il 26 luglio 2013 si conclude l'operazione Perseo della Polizia di Stato che porta a 65 arresti (tra cui anche medici, imprenditori e avvocati) con le accuse di associazione mafiosa, estorsione, truffa assicurativa e di diversi omicidi in relazione alla faida di Lamezia Terme svoltasi tra il 2005 e il 2011. Tra gli arrestati figura anche il consigliere provinciale Giampaolo Bevilacqua[12][13].
- Il 14 maggio 2015 si conclude l'operazione Andromeda vengono arrestate 32 persone tra cui l'imprenditore Franco Perri, titolare del più grande centro commerciale della provincia di Catanzaro: "I due mari", viene ricostruito l'omicidio del presunto boss Antonio Torcasio del 23 maggio 2003 e il tentato omicidio contro Vincenzo Torcasio ad opera degli Iannazzo e dei Cannizzaro-Daponte. Viene fatta luce anche sulla pace tra gli Iannazzo-Giampà ed i Torcasio-Gualtieri grazie alla mediazione di clan del reggino.[7]
- Il 12 luglio 2016 si pente Domenico Giampà[14].
- Il 17 ottobre 2018 la Guardia di Finanza sequestra beni del valore di 14 milioni di euro a presunti esponenti dei Cerra-Torcasio-Gualtieri e dei Giampà[15].
- Il 12 novembre 2018 si conclude l'operazione Quinta Bolgia della Direzione distrettuale antimafia di Catanzaro che porta a 24 ordinanze di custodia cautelare per la cosca degli Iannazzo-Daponte-Cannizzaro e Giampà che fanno riferimento a Vincenzo Torcasio ma anche per due esponenti politici: il consigliere di Lamezia Terme Luigi Muraca e l'ex deputato Giuseppe Galati (deputato dal 1996 al 2018) e alcuni dirigenti comunali. Sarebbero accusati di essersi inseriti illecitamente nella gestione delle ambulanze, delle onoranze funebri e della fornitura di materiale sanitario dell'azienda sanitaria provinciale[16][17].
- Il 19 febbraio 2020 il Pubblico Ministero richiede l'archiviazione per Galati e il Gip di Catanzaro proscioglie l'ex parlamentare. L'archiviazione attesta, dunque, l'estraneità di Galati nella vicenda che ha coinvolto l'Asp di Catanzaro[18].

## Organizzazione
Al vertice della 'ndrina è presente Francesco Giampà, alias "Il professore", che secondo le ricostruzioni di numerosi collaboratori di giustizia, continua a ricoprire il ruolo di capo del Locale di Nicastro, riuscendo a impartire ordini anche dal carcere.
Al di sotto di Francesco Giampà vi è la Commissione formata da Giuseppe Giampà, Vincenzo Bonaddio, Pasquale Giampà, Aldo Notarianni e Rosario Cappello. Al di sotto della Commissione vi sono altri affiliati.
Tutti i componenti della sopracitata "Cupola" sono stati arrestati nell'operazione Medusa, eseguita il 28 giugno 2012.

## Membri
- Francesco Giampà, detto Il professore, capobastone e capolocale di Nicastro nonché fondatore della sua 'ndrina, ora in carcere.
- Giuseppe Giampà, figlio di Francesco, battezzato nel 2000, capo-cosca dal 2008, giunge alla dote di padrino nel 2011 in carcere, pentito dal 2013[1]. Ha collaborato nell'operazione Piana del 2013[11].
- Pasquale Giampà, detto mille lire, fratello di Francesco Giampà (deceduto).
- Vincenzo Giampà, detto Camacio.
- Enza Giampa, detta “la chirurga”, sotto copertura in qualità di docente di Anatomia. Celebre la sua intimazione “Va lavati a vucca cu a varechina” pronunciata contro il giudice durante un processo che la vedeva imputata.

## Alleati
- Iannazzo
- Dattilo